# Kotelnica (Hohe Tatra)
Die Kotelnica ist ein Bergrücken an der polnisch-slowakischen Grenze in der Hohen Tatra mit 1987 m in ihrer höchsten Erhebung, der Wielka Kotelnica, im Massiv der Liptowskie Mury.

## Lage und Umgebung
Die Staatsgrenze verläuft über den Hauptgrat der Tatra, auf dem sich die Kotelnica befindet. Unterhalb des Bergrückens liegen zwei Täler, das Tal Dolina Pięciu Stawów Polskich im Norden und das Tal Dolina Ciemnosmreczyńska im Süden. 
Vom Gipfel der Niżni Kostur im Westen wird die Kotelnica durch den Bergpass Czarna Ławka getrennt, von dem westlich gelegenen Gipfel Gładki Wierch durch den Bergpass Gładka Ławka.
Der Verlauf des Gipfels sieht von Osten nach Westen folgendermaßen aus:
- - Gipfel Czarna Kotelnica – 1963 m
  - Bergpass Niżnia Czarna Ławka – 1950 m
  - Gipfel Mała Kotelnica – 1974 m ü. NN
  - Bergpass Niżnia Kotelnicowa Ławka – 1955 m
  - Gipfel Pośrednia Kotelnica – 1980 m
  - Bergpass Pośrednia Kotelnicowa Ławka – 1965 m
  - Gipfel Wielka Kotelnica – 1987 m
  - Bergpass Wyżnia Kotelnicowa Ławka – 1975 m
  - Gipfel Gładka Kotelnica – 1990 m
  - Bergpass Gładka Ławka – 1965 m

## Etymologie
Der polnische Name Kotelnica lässt sich als „Kesselberg“ übersetzen. Der Name rührt vom Kessel des Bergsees Czarny Staw Polski, dessen Südwand die Kotelnica darstellt.

## Flora und Fauna
Trotz ihrer Höhe besitzt die Kotelnica eine bunte Flora und Fauna. Es treten zahlreiche Pflanzenarten auf, insbesondere hochalpine Blumen und Gräser. Neben Insekten und Weichtieren sowie Raubvögeln besuchen auch Murmeltiere und Gämsen den Gipfel.

## Besteigungen
Erstbesteigungen:

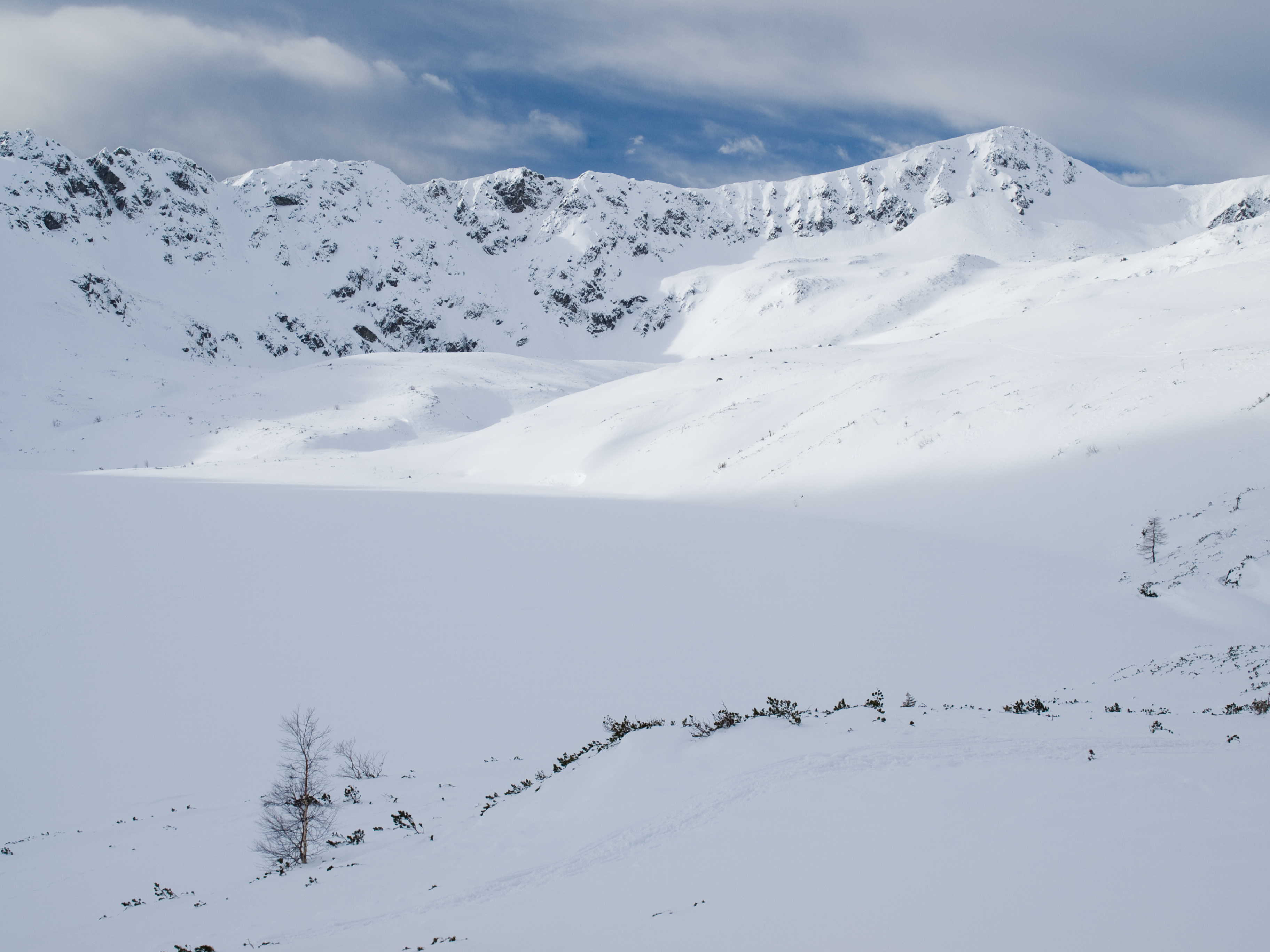
Blick vom Wielki Staw Polski im Winter

- Sommer: Teodor Eichenwald, Ferdynand Rabowski, Jan Bachleda Tajber, Wojciech Tylka Suleja am 2. August 1903
- Winter: Adam Karpiński und Wilhelm Smoluchowski am 8. April 1925

## Tourismus
Auf die Kotelnica führt derzeit kein markierter Wanderweg. Der geplante Kammweg wurde nie fertig gestellt. Ein gelb markierter Wanderweg führt jedoch nördlich unterhalb des Gipfels vom Bergpass Szpiglasowa Przełęcz in das Tal Dolina Pięciu Stawów Polskich. Als Ausgangspunkt für diesen eignen sich die Berghütten Schronisko PTTK nad Morskim Okiem sowie Schronisko PTTK w Dolinie Pięciu Stawów Polskich. Auf den angrenzenden Bergpass Gładka Przełęcz führt von polnischer Seite ein nicht markierter Wanderweg und von slowakischer Seite ein markierter Wanderweg.

## Literatur

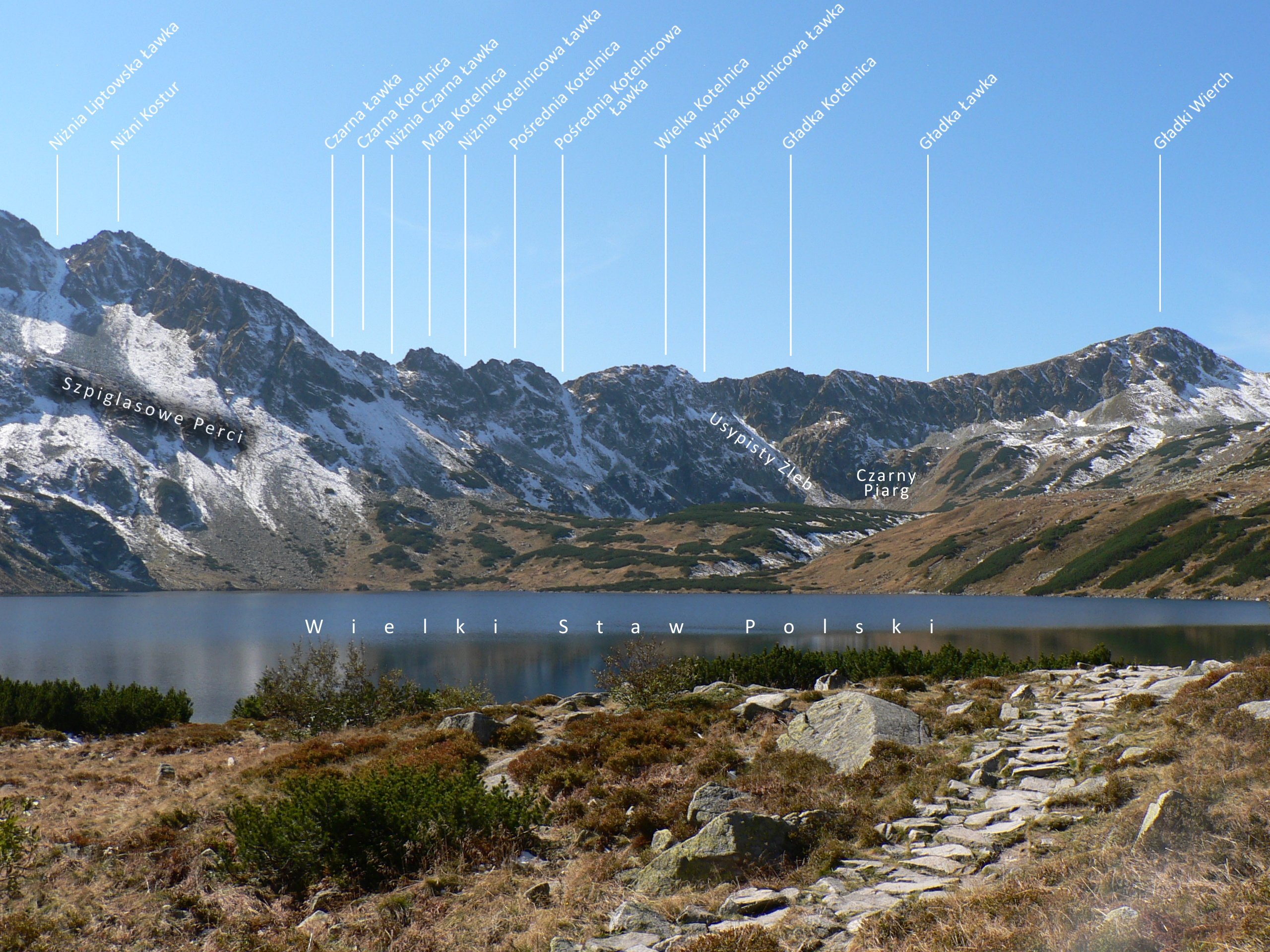
Blick auf den Bergrücken Kotelnica vom Bergsee Wielki Staw Polski